# Opel Antara
Opel Antara — пятидверный полноприводный компактный кроссовер, созданный GM Daewoo. Серийный образец Opel Antara дебютировал на Парижском моторшоу в 2006 году. Автомобиль сконструирован на платформе GM Theta, которая также является базовой для Chevrolet Captiva. Производились кроссоверы в Корее, сборка машин для российского рынка первоначально велась на заводе «General Motors» под Санкт-Петербургом, а после 2011 года — на калининградском «Автоторе».

## Концепт-кар

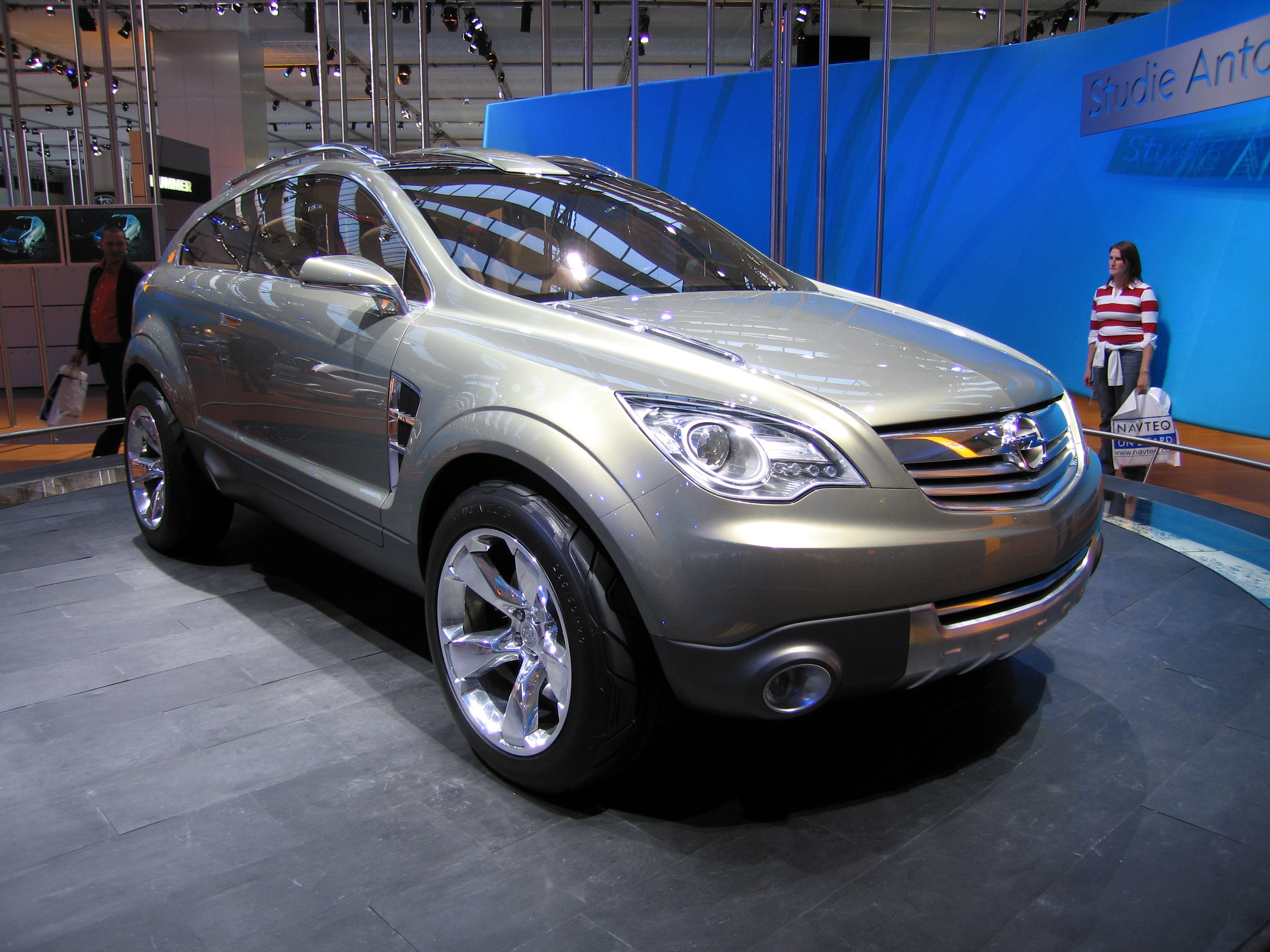
Концепт Opel Antara GTC Concept, 2005 г.

Прототип этой модели был представлен в 2005 году на моторшоу во Франкфурте под именем Antara GTC Concept, а серийная версия дебютировала в октябре в Париже. Позже аналогичный трехдверный внедорожник был показан в январе 2006 года в Нью-Йорке, как Saturn PreVue.

## Серийная модель

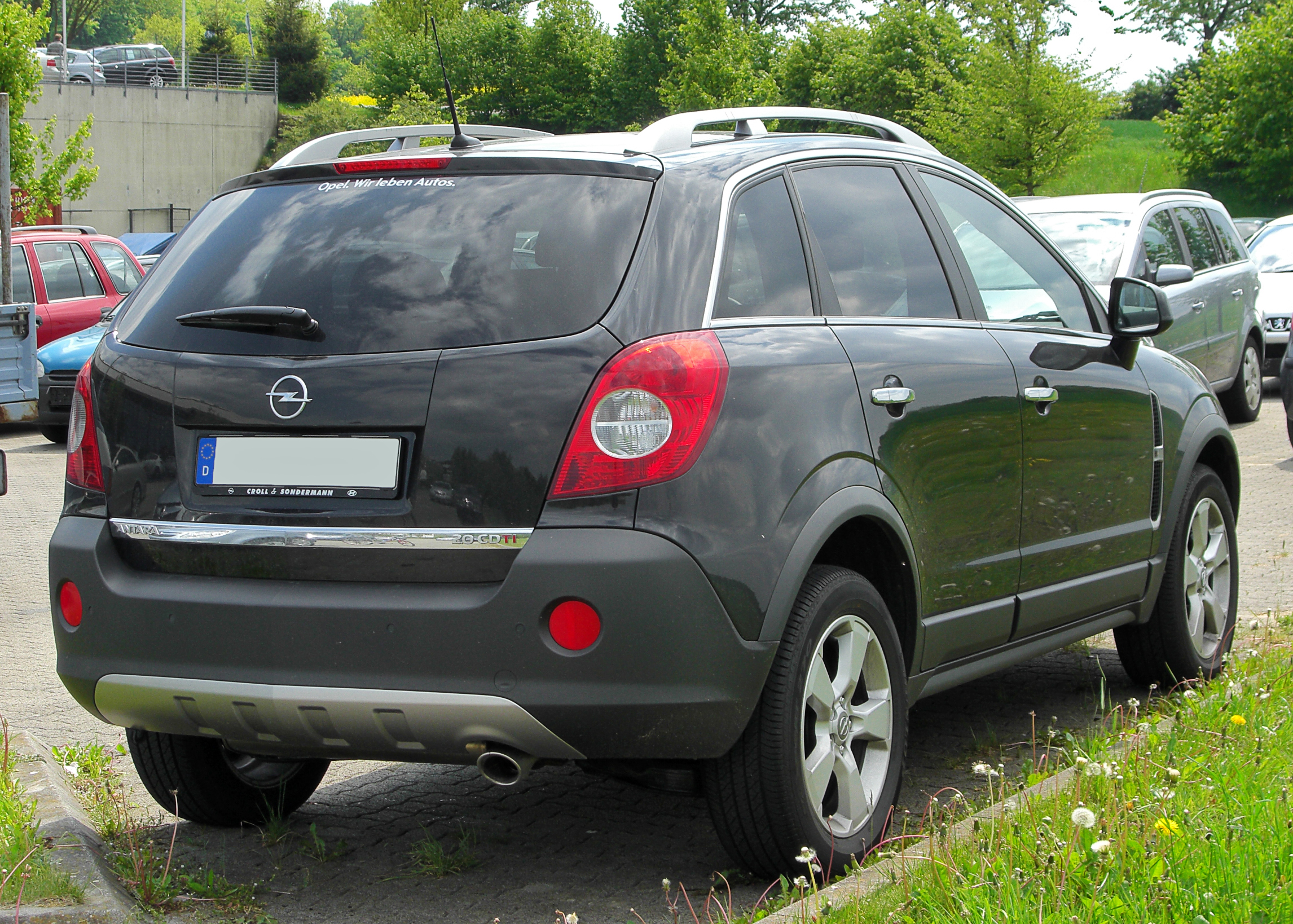
Вид сзади

Серийная Antara появилась в ноябре 2006 года. Её «двойник» — Chevrolet Captiva был представлен месяцем раньше. Antara до рестайлинга комплектовалась 2,4-литровым двигателем с четырьмя цилиндрами, мощностью 103 кВт (140 л.с.) и 3,2-литровым V6 мощностью 167 кВт (227 л.с.). Дизельный двигатель в начале был 2,0 CDTI мощностью 110 кВт (150 л.с.). В мае 2007 года он сопровождался более слабым вариантом (93 кВт / 127 л.с.) того же рабочего объёма.

### Безопасность
| Euro NCAP                                   | Euro NCAP | Euro NCAP | Euro NCAP |
| ------------------------------------------- | --------- | --------- | --------- |
| Рейтинги                                    | Пассажир  |           | 31        |
| Рейтинги                                    | Ребёнок   |           | 36        |
| Рейтинги                                    | Пешеход   |           | 17        |
| Протестированная модель: Opel Antara (2007) |           |           |           |

### Рестайлинг

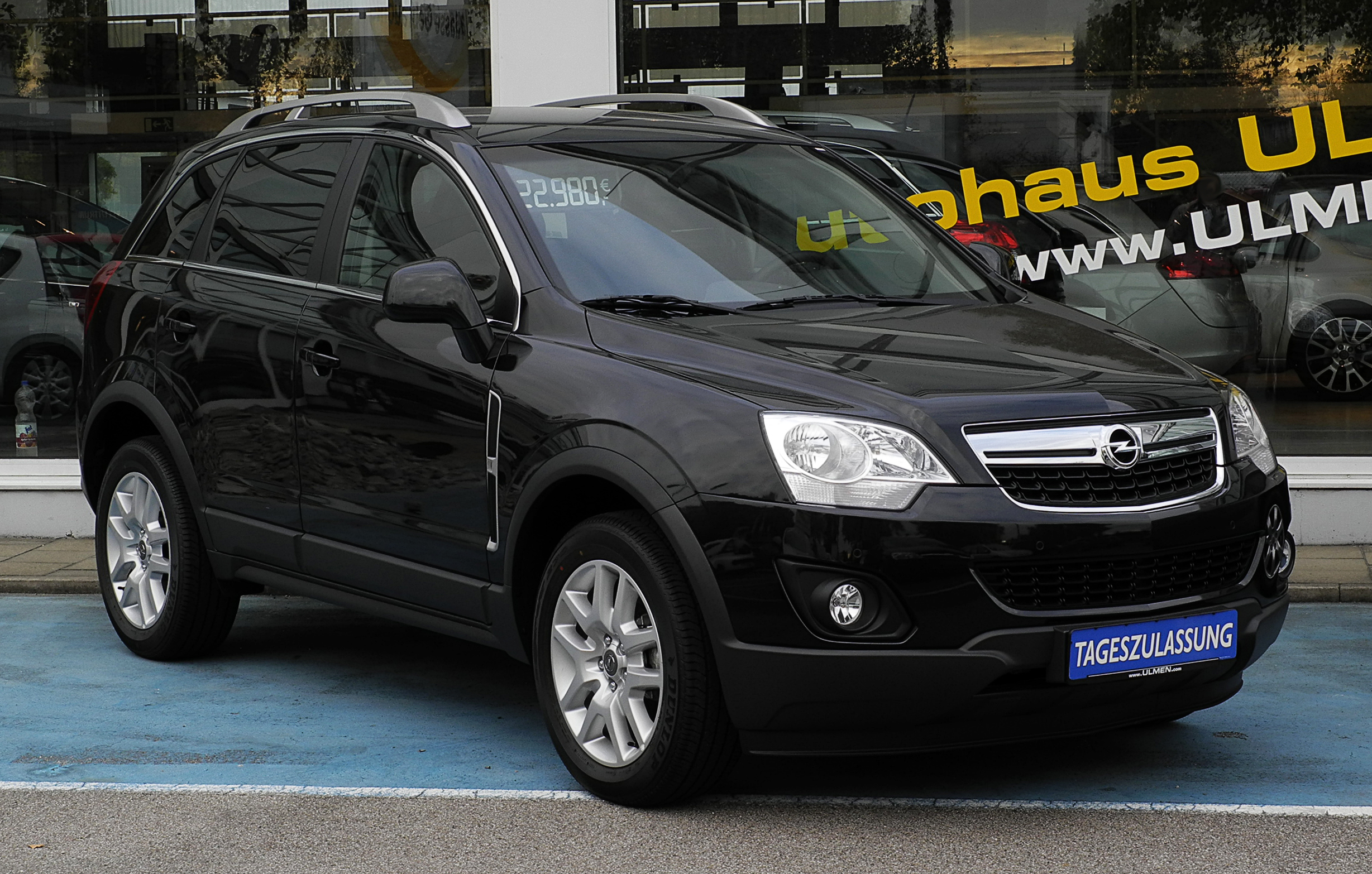
Рестайлинговая Antara

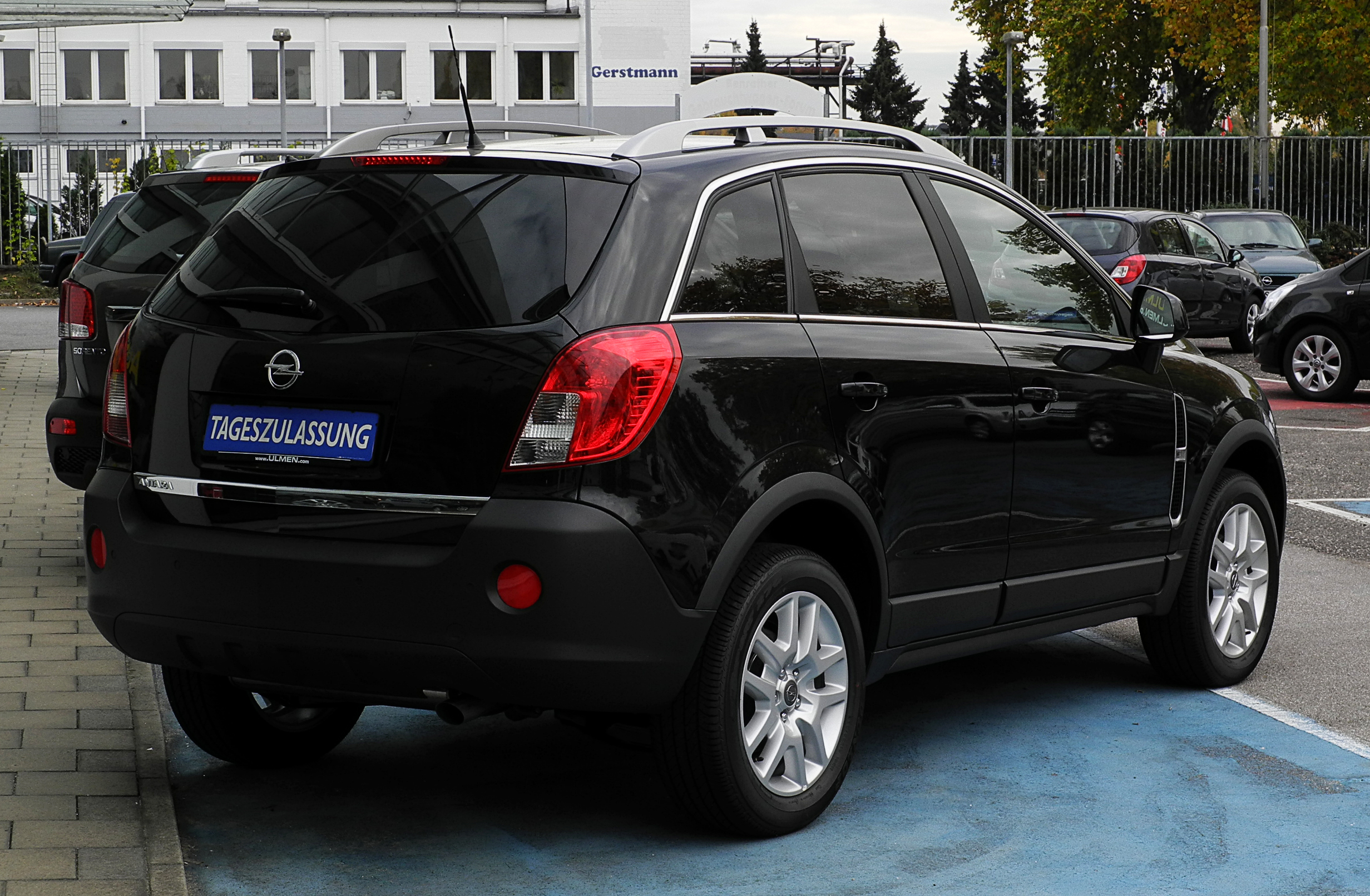
Рестайлинговая Antara сзади

Рестайлинг был представлен в марте 2011 года на Женевском автосалоне.
- Размерность колёс — 225/70R16 (A24XE R4 2.4L); 235/55 R18 (A24XE R4 2.4L; A22DM R4 2.2L; A30XH V6 3.0L);235/50 R19 (A24XE R4 2.4L; A22DM R4 2.2L; A30XH V6 3.0L)
- Диаметр колёсного диска — 6,5Jx16 (A24XE R4 2.4L); 7Jx18 ((A24XE R4 2.4L; A22DM R4 2.2L; A30XH V6 3.0L)
- Передняя подвеска — независимая, MacPherson, со стабилизатором поперечной устойчивости
- Задняя подвеска — независимая, многорычажная, со стабилизатором поперечной устойчивости
- Радиус разворота — 10.8 метра
- Передние тормоза — дисковые, вентилируемые )
- Задние тормоза — дисковые, вентилируемые

### Модели
Автомобиль доступен в вариантах с исключительно полным приводом и подключаемым посредством электромагнитной муфты задним приводом. 
Двигатели: два дизельных: объёмом 2,2 л. (184 л.с., крутящий момент 400 Н·м), 2,2 л.(163 л.с., крутящий момент 380 Н·м) и два бензиновых: объёмом 2,4 л.(167 л.с. и 230 Н·м), и объемом 3,0 л. (249 л.с. и 287 Н·м). 
В России потребитель мог выбрать варианты:
- Enjoy 2.4 л. 167 л.с. (6 MT Полный привод) + Premium Plus  — 64 000 Р
- Enjoy 2.4 л. 167 л.с. (6 AT Полный привод) + Premium Plus  — 64 000 Р
- Cosmo 2.2 л. 163 л.с. (6 MT Полный привод) + Premium Plus  — 64 000 Р
- Cosmo 2.2 л. 184 л.с. (6 AT Hydra-Matic Полный привод) + Premium Plus  — 64 000 Р
- Cosmo 3.0 л. 249 л.с. (6 AT Hydra-Matic Полный привод) + Premium Plus  — 64 000 Р

### Безопасность
Также автомобиль прошел тест Euro NCAP в 2011 году:
| Euro NCAP                                                      | Euro NCAP | Euro NCAP | Euro NCAP             |
| -------------------------------------------------------------- | --------- | --------- | --------------------- |
| · общий рейтинг                                                |           |           |                       |
| 88%                                                            | 82%       | 48%       | 71%                   |
| взрослый пассажир                                              | ребёнок   | пешеход   | активная безопасность |
| Протестированная модель: Opel Antara 2,2 дизель LS, RHD (2011) |           |           |                       |